# Keko (football)
Sergio Gontán Gallardo, surnommé Keko, né le 28 décembre 1991 à Madrid, est un footballeur espagnol jouant au poste d'ailier droit au Republic de Sacramento en USL Championship.

## Biographie
Sous contrat jusqu'en 2020 avec le Málaga FC, relégué en Division 2 au terme de la saison 2017-2018, Keko est prêté pour une saison au Real Valladolid, promu en Liga. Formé à l'Atlético de Madrid, il avait déjà joué à Valladolid au début de sa carrière.

## Palmarès
- Championnat d'Europe des moins de 17 ans : Vainqueur en 2008
- Championnat d'Europe des moins de 19 ans : Finaliste en 2010